# L'Hôtellerie-de-Flée

L'Hôtellerie-de-Flée este o comună în departamentul Maine-et-Loire, Franța. În 2009 avea o populație de 481 de locuitori.